# Bohdan Dudek
Bohdan Wojciech Dudek (ur. 1942, zm. 21 czerwca 2021) – polski psycholog, prof. dr hab.

## Życiorys
30 maja 1994 habilitował się na podstawie pracy zatytułowanej Psychiczne obciążenie pracą. Pomiar - czynniki warunkujące - skutki. 22 czerwca 2004 uzyskał tytuł profesora nauk humanistycznych. Został zatrudniony na stanowisku profesora zwyczajnego w Instytucie Medycyny Pracy im. prof. dr. med. Jerzego Nofera, oraz w Instytucie Psychologii na Wydziale Nauk o Wychowaniu Uniwersytetu Łódzkiego.
Był członkiem Komitetu Ergonomii przy Prezydium PAN.